# Moviment Hazm
El Moviment Hazm (àrab: حركة حزم, Ḥarakat Ḥazm, ‘Moviment de la Fermesa’) és una aliança de grups rebels sirians oposats al govern de Baixar al-Àssad, en el marc de la Guerra civil siriana L'aliança es va formar el 25 de gener de 2014, i s'han definit com un grup d'ideologia moderada. La Central Intelligence Agency ha subministrat al grup míssils anti-tancs BGM-71 TOW. El grup ha estat recolzat pel Govern dels Estats Units d'Amèrica i per l'emirat islàmic de Qatar